# جيمس مورسن
جيمس مورسن (بالإنجليزية: James Morrison)‏ ممثل أمريكي من مواليد 21 أبريل 1954. من أشهر أدواره بيل بيوكانان في مسلسل 24.

## روابط خارجية
- جيمس مورسن على موقع IMDb (الإنجليزية)
- جيمس مورسن على موقع روتن توميتوز (الإنجليزية)
- جيمس مورسن على موقع ألو سيني (الفرنسية)
- جيمس مورسن على موقع ميوزك برينز (الإنجليزية)
- جيمس مورسن على موقع أول موفي (الإنجليزية)
- جيمس مورسن على موقع قاعدة بيانات الأفلام السويدية (السويدية)
- جيمس مورسن على موقع إن إن دي بي (الإنجليزية)
- جيمس مورسن على موقع ديسكوغز (الإنجليزية)
- جيمس مورسن على موقع قاعدة بيانات الفيلم (الإنجليزية)
- جيمس مورسن على موقع كينوبويسك (الروسية)